# Realme C1
realme C1  — смартфон початкового сегменту, розроблений realme. Був представлений 27 вересня 2018 року разом з realme 2 Pro. 28 січня 2019 року була представлена нова версія смартфону під назвою realme C1 (2019), що має більшу кількість пам'яті. Також в Індії Realme C1 продавався під брендом OPPO як Oppo A3s, що був представлений 13 липня 2018 року. Oppo A3s був перевипущений 3 квітня 2020 року для в'єтнамського ринку під назвою Oppo A12e.

## Дизайн
Екран виконаний зі скла Corning Gorilla Glass 3. Корпус виконаний з глянцевого пластику.
Знизу знаходяться роз'єм microUSB, динамік, мікрофон та 3.5 мм аудіороз'єм. Зверху розташований другий мікрофон. З лівого боку смартфона розташовані кнопки регулювання гучності та слот під 2 SIM-картки і карту пам'яті формату MicroSD до 256 ГБ. З правого боку розміщена кнопка блокування смартфону.
realme C1 продавався в чорному та синьому кольорах.

## Технічні характеристики

### Платформа
Смартфони отримали процесор Qualcomm Snapdragon 450 з графічним процесором Adreno 506.

### Батарея
Батарея отримала об'єм 4230 мА·год.

### Камер
Смартфон отримав основну подвійну камеру 13 Мп, f/1.8 + 2 Мп, f/2.4 (сенсор глибини) з автофокусом та здатністю запису відео в роздільній здатності 1080p@30fps. Фронтальна камера отримала роздільність 5 Мп, світлосилу f/2.2 (ширококутний) та здатність запису відео у роздільній здатності 1080p@30fps.

### Екран
Екран IPS LCD, 6,2", HD+ (1520 × 720), з співвідношенням сторін 19:9, щільністю пікселів 271 ppi та вирізом під фронтальну камеру, розмовний динамік та сеносор наближання/освітлення.

### Пам'ять
Realme C1 продавався в комплектації 2/16 ГБ. Версія 2019 року продавалась у комплектаціях 2/32 та 3/32 ГБ.
Oppo A3s продавався у комплектаціях 2/16, 3/32 та 4/64 ГБ, Oppo A12e — 2/16 ГБ.

### Програмне забезпечення
Смартфон був випущений на ColorOS 5.2 на базі Android 8.1 Oreo. Був оновлений до ColorOS 6 на базі Android 9 Pie.